# Temporada 2020-21 da VTB United League
A Temporada da VTB United League foi a 12ª temporada da VTB United League e a oitava como competição de elite do basquetebol masculino da Rússia. A competição tem como patrocinador principal o maior banco do país, VTB Bank.
A equipe do CSKA Moscovo é o maior campeão e busca o décimo título.

## Equipes participantes
| Clube                  | Localização     | Arena                         | Capacidade | Treinador          |
| ---------------------- | --------------- | ----------------------------- | ---------- | ------------------ |
| Astana                 | Nursultan       | Velódromo Saryarka            | 10 000     | Emil Rajkovikj     |
| Avtodor Saratov        | Saratov         | Palácio dos Esportes          | 6 100      | Gordie Herbert     |
| CSKA Moscou            | Moscovo         | Megasport Arena               | 13 344     | Dimitrios Itoudis  |
| Enisey Krasnoyarsk     | Krasnoyarsk     | Arena Sever                   | 4 100      | Drazen Anzulovic   |
| Kalev/Cramo            | Tallinn         | Saku Suurhall                 | 7 000      | Roberts Stelmahers |
| Khimki                 | Khimki          | Khimki Basketball Center      | 5 025      | Rimas Kurtinaitis  |
| Lokomotiv Kuban        | Krasnodar       | Basketball Hall               | 7 500      | Evgeniy Pashutin   |
| Nizhny Novgorod        | Níjni Novgorod  | CEC Nagorny                   | 5 600      | Zoran Lukić        |
| Parma                  | Perm            | Pavilhão Esportivo Molot      | 7 000      | Kazys Maksvytis    |
| Zielona Góra           | Zielona Góra    | CRS Hall Zielona Góra         | 6 080      | Žan Tabak          |
| Tsmoki-Minsk           | Minsk           | Arena Minsk                   | 15 086     | Rostislav Vergun   |
| UNICS                  | Cazã            | Basket-Hall Kazan             | 7 486      | Dimitrios Priftis  |
| Zenit Saint Petersburg | São Petersburgo | Palácio de Esportes Yubileyny | 7 044      | Xavi Pascual       |

## Temporada Regular

### Classificação Fase Regular
| Pos. | Clube              | J  | V  | D  | %    | P+ / P-   | SP   | %P+/%P-   | Casa V/D | Visit. V/D | Classificação |
| ---- | ------------------ | -- | -- | -- | ---- | --------- | ---- | --------- | -------- | ---------- | ------------- |
| 1    | Zenit St. Ptburgo  | 24 | 20 | 4  | 83.3 | 2010/1718 | 292  | 83.8/71.6 | 11/1     | 9/3        | Playoffs      |
| 2    | Lokomotiv Kuban    | 24 | 18 | 6  | 75.0 | 2138/1943 | 195  | 89.1/81.0 | 11/1     | 7/5        | Playoffs      |
| 3    | UNICS Cazã         | 24 | 18 | 6  | 75.0 | 1962/1794 | 168  | 81.8/74.8 | 10/2     | 8/4        | Playoffs      |
| 4    | CSKA Moscou        | 24 | 17 | 7  | 70.8 | 2219/1861 | 358  | 92.5/77.5 | 9/3      | 8/4        | Playoffs      |
| 5    | Nizhny Novgorod    | 24 | 14 | 10 | 58.3 | 1914/1921 | -7   | 79.8/80.0 | 8/4      | 6/6        | Playoffs      |
| 6    | Zielona Góra       | 24 | 13 | 11 | 54.2 | 2094/2075 | 19   | 87.3/86.5 | 7/5      | 6/6        | Playoffs      |
| 7    | Khimki             | 24 | 12 | 12 | 50.0 | 2028/1962 | 66   | 84.5/81.8 | 5/7      | 7/5        | Playoffs      |
| 8    | Parma              | 24 | 10 | 14 | 41.7 | 1878/1925 | -47  | 78.3/80.2 | 4/8      | 6/6        | Playoffs      |
| 9    | Avtodor Saratov    | 24 | 10 | 14 | 41.7 | 2019/2092 | -73  | 84.1/87.2 | 6/6      | 4/8        |               |
| 10   | Kalev/Cramo        | 24 | 9  | 15 | 37.5 | 1821/1998 | -177 | 75.9/83.3 | 4/8      | 5/7        |               |
| 11   | Enisey Krasnoyarsk | 24 | 6  | 18 | 25.0 | 1866/2093 | -227 | 77.8/87.2 | 2/10     | 4/8        |               |
| 12   | Astana             | 24 | 6  | 18 | 25.0 | 1843/2101 | -258 | 76.8/87.5 | 2/10     | 4/8        |               |
| 13   | Tsmoki-Minsk       | 24 | 3  | 21 | 12.5 | 1747/2056 | -309 | 72.8/85.7 | 1/11     | 2/10       |               |

### Resultados
| Casa\Visitante     | AST    | AVT    | CSK    | ENI    | KAL     | KHI    | LOK    | NIZ   | PAR    | MIN    | UNI    | ZEN   | ZIE    |
| ------------------ | ------ | ------ | ------ | ------ | ------- | ------ | ------ | ----- | ------ | ------ | ------ | ----- | ------ |
| Astana             |        | 83-92  | 60-93  | 60-78  | 61-77   | 77-82  | 86-82  | 69-79 | 80-84  | 74-109 | 74-87  | 70-77 | 88-82  |
| Avtodor Saratov    | 107-85 |        | 82-98  | 85-79  | 87-61   | 85-82  | 89-85  | 93-99 | 70-93  | 113-66 | 97-110 | 62-89 | 90-91  |
| CSKA Moscou        | 100-77 | 100-66 |        | 109-60 | 102-107 | 92-73  | 94-80  | 85-84 | 95-97  | 101-67 | 102-86 | 71-74 | 105-73 |
| Enisey Krasnoyarsk | 77-76  | 86-85  | 80-91  |        | 89-94   | 77-92  | 79-106 | 86-96 | 52-86  | 81-86  | 77-84  | 67-85 | 73-94  |
| Kalev/Cramo        | 85-92  | 85-77  | 72-94  | 75-86  |         | 91-84  | 94-105 | 86-84 | 72-85  | 88-82  | 49-76  | 51-87 | 79-86  |
| Khimki             | 88-89  | 80-84  | 86-78  | 89-83  | 92-74   |        | 90-92  | 64-69 | 103-83 | 89-65  | 87-93  | 67-79 | 94-99  |
| Lokomotiv Kuban    | 90-84  | 104-89 | 103-94 | 100-98 | 20-0    | 91-102 |        | 73-64 | 85-68  | 77-76  | 93-81  | 96-81 | 83-76  |
| Nizhny Novgorod    | 75-73  | 86-80  | 63-83  | 83-79  | 95-85   | 96-85  | 73-94  |       | 88-73  | 78-57  | 66-91  | 62-70 | 100-93 |
| Parma              | 83-84  | 93-100 | 61-95  | 67-84  | 80-72   | 69-72  | 84-81  | 67-72 |        | 74-65  | 69-76  | 78-76 | 79-85  |
| Tsmoki-Minsk       | 78-80  | 69-86  | 60-87  | 74-81  | 72-80   | 65-81  | 75-101 | 77-76 | 65-78  |        | 66-76  | 73-99 | 75-80  |
| UNICS              | 101-83 | 94-65  | 76-83  | 75-64  | 83-66   | 83-76  | 77-98  | 87-56 | 69-51  | 83-77  |        | 59-58 | 65-64  |
| Zenit St. Ptburgo  | 85-52  | 97-71  | 81-77  | 84-71  | 91-83   | 78-81  | 90-85  | 78-73 | 89-84  | 104-73 | 81-64  |       | 83-74  |
| Zielona Góra       | 110-86 | 77-64  | 93-90  | 117-79 | 88-95   | 70-89  | 99-114 | 93-97 | 95-92  | 89-75  | 92-86  | 74-94 |        |

Legendas
|  |                                      |
|  | Partidas finalizadas com prorrogação |

## Playoffs

### Confrontos
|  | Quartas de final | Quartas de final | Quartas de final |            |   | Semifinais      | Semifinais | Semifinais |  |  | Final | Final       | Final |
|  |                  |                  |                  |            |   |                 |            |            |  |  |       |             |       |
|  |                  |                  |                  |            |   |                 |            |            |  |  |       |             |       |
|  | Rússia           | Zenit            | 2                |            |   |                 |            |            |  |  |       |             |       |
|  | Rússia           | Parma            | 0                |            |   |                 |            |            |  |  |       |             |       |
|  | Rússia           | Parma            | 0                |            |   | Zenit           | 1          |            |  |  |       |             |       |
|  |                  |                  |                  |            |   | Zenit           | 1          |            |  |  |       |             |       |
|  |                  |                  | CSKA Moscou      | 3          |   |                 |            |            |  |  |       |             |       |
|  | Rússia           | CSKA Moscou      | CSKA Moscou      | 3          | 2 |                 |            |            |  |  |       |             |       |
|  | Rússia           | CSKA Moscou      |                  |            | 2 |                 |            |            |  |  |       |             |       |
|  | Rússia           | Nizhny Novgorod  | 1                |            |   |                 |            |            |  |  |       |             |       |
|  |                  |                  |                  |            |   |                 |            |            |  |  |       | CSKA Moscou | 3     |
|  |                  |                  |                  | UNICS Cazã | 0 |                 |            |            |  |  |       |             |       |
|  | Rússia           | Lokomotiv Kuban  | 2                |            |   |                 |            |            |  |  |       |             |       |
|  | Rússia           | Khimki           | 0                |            |   |                 |            |            |  |  |       |             |       |
|  | Rússia           | Khimki           | 0                |            |   | Lokomotiv Kuban | 0          |            |  |  |       |             |       |
|  |                  |                  |                  |            |   | Lokomotiv Kuban | 0          |            |  |  |       |             |       |
|  |                  |                  | UNICS Cazã       | 3          |   |                 |            |            |  |  |       |             |       |
|  | Rússia           | UNICS Cazã       | UNICS Cazã       | 3          | 2 |                 |            |            |  |  |       |             |       |
|  | Rússia           | UNICS Cazã       |                  |            | 2 |                 |            |            |  |  |       |             |       |
|  | Polónia          | Zielona Gora     | 0                |            |   |                 |            |            |  |  |       |             |       |

#### Quartas de final
| Time 1            | Série | Time 2          | 1º Jogo | 2º Jogo | 3º Jogo |
| ----------------- | ----- | --------------- | ------- | ------- | ------- |
| Zenit St. Ptburgo | 2 - 0 | Parma           | 86 - 66 | 98 - 62 | -       |
| CSKA Moscou       | 2 - 1 | Nizhny Novgorod | 84 - 59 | 72 - 76 | 79 - 75 |
| Lokomotiv Kuban   | 2 - 0 | Khimki          | 89 - 80 | 92 - 85 | -       |
| UNICS Cazã        | 2 - 0 | Zielona Góra    | 87 - 60 | 90 - 79 | -       |

#### Semifinal
| Equipa 1          | Série | Equipa 2    | 1.º jogo | 2.º jogo | 3.º jogo | 4.º jogo | 5.º jogo |
| ----------------- | ----- | ----------- | -------- | -------- | -------- | -------- | -------- |
| Zenit St. Ptburgo | 1 - 3 | CSKA Moscou | 73 - 78  | 107–104  | 82–96    | 71–85    |          |
| Lokomotiv Kuban   | 0 - 3 | UNICS Cazã  | 87 - 98  | 69 – 79  | 70–74    |          |          |

#### Final
| Equipa 1    | Série | Equipa 2   | 1.º jogo | 2.º jogo | 3.º jogo | 4.º jogo | 5.º jogo |
| ----------- | ----- | ---------- | -------- | -------- | -------- | -------- | -------- |
| CSKA Moscou | 3 - 0 | UNICS Cazã | 85 - 77  | 76 - 57  | 89 - 81  |          |          |

| Liga Unida de 2020–21 Campeão |
| ----------------------------- |
| CSKA Moscou 11º Título        |

## Clubes russos em competições europeias
| Clube           | Competição        | Resultado                                                |
| --------------- | ----------------- | -------------------------------------------------------- |
| CSKA Moscou     | EuroLiga          | Quarto colocado                                          |
| Khimki          | EuroLiga          | Eliminado - 18º colocado na temporada regular (4v - 30d) |
| Zenit           | EuroLiga          | Eliminado - Quartas de finais por FC Barcelona (2-3)     |
| UNICS           | EuroCopa          | Derrotado da final por AS Monaco                         |
| Lokomotiv       | EuroCopa          | Eliminado - Quartas de finais por UNICS (1-2)            |
| Nizhny Novgorod | Liga dos Campeões | Eliminado - Quartas de finais por Casademont Zaragoza    |
| Tsmoki-Minsk    | Liga dos Campeões | Eliminado - 4º Gr.C na temporada regular (2v - 4d)       |
| Parma           | Copa Europeia     | Quarto colocado ao ser derrotado por CSM Oradea          |